# 1955年埃塞俄比亚宪法
海尔·塞拉西皇帝于1955年11月颁布埃塞俄比亚帝国的修订宪法。这部宪法与1931年宪法一样，是出于对国际舆论的关注所作出的反应。当一些非洲邻国在欧洲殖民主义的影响下迅速发展时，这种舆论就显得尤为重要，埃塞俄比亚在国际上要求厄立特里亚并入埃塞俄比亚，而厄立特里亚自1952年以来就有一个民选议会和更现代的行政机构。